# Clasificatorios a la Copa América
Los clasificatorios a la Copa América son tres instancias que se jugaron excepcionalmente, como etapa previa a la participación en el certamen.
Se realizó en tres ocasiones, en la primera participaron cuatro selecciones que se eliminaron de forma directa y clasificaron dos, mientras que en las otras oportunidades se hizo a través de torneos preexistentes.

## Historia
La Copa América desde su creación como Campeonato Sudamericano, siempre contó con la posible participación de las diez selecciones afiliadas a la Conmebol, sin que existiera clasificación previa alguna. No obstante, hubo ediciones en las que algunas decidieron no participar debido a diversos motivos, al punto de que sólo luego de la recreación del torneo y el rebautismo con su denominación actual, en la edición de 1975 se logró la asistencia de todas ellas por primera vez. Mientras tanto, en la edición 1967 se decidió utilizar un método de clasificación. Esa instancia se repitió en la edición 2016, con la diferencia de que esa vez participaron selecciones invitadas afiliadas a la Concacaf. Finalmente, para la edición 2024, los participantes por la Concacaf se decidieron mediante la Liga de Naciones, de la que clasificaron los seis mejores. Estos fueron los cuatro semifinalistas y los ganadores de un repechaje entre los  perdedores de las cuartos de final 

### 1967

#### Participantes
- Chile.
- Colombia.
- Ecuador.
- Paraguay.

#### Desarrollo
El Campeonato Sudamericano 1967 fue la primera edición en la que se jugaron eliminatorias.
Se había decidido que el torneo se realizaría en Uruguay y que contaría con la participación de las nueve selecciones que habían participado a lo largo de la historia en el Campeonato Sudamericano (las cuales eran Argentina, Bolivia, Brasil, Chile, Colombia, Ecuador, Paraguay, Perú y Uruguay). Sin embargo, Brasil y Perú decidieron no participar, con lo cual el número de equipos se había reducido a siete. Entonces, Venezuela decidió hacer su debut en el torneo, con lo cual serían ocho las selecciones participantes. Sin embargo, la Conmebol decidió que solo participarían seis selecciones en el torneo; y para ello decidió realizar unas clasificatorias.
Se decidió que Uruguay por ser el anfitrión, y Venezuela por ser la debutante, clasificaran automáticamente al torneo. Mientras que de las otras seis selecciones restantes (Argentina, Bolivia, Chile, Colombia, Ecuador y Paraguay), se decidió que serían cuatro las selecciones escogidas para jugar las eliminatorias, mientras que las dos selecciones que no hayan sido elegidas clasificarían automáticamente al torneo. Esto se decidió mediante un sorteo, para ver quienes tendrían que jugar el repechaje para poder clasificarse y recién poder participar en el torneo.
Finalmente, las selecciones elegidas para jugar el repechaje fueron Chile, Colombia, Ecuador y Paraguay. Con lo cual Argentina y Bolivia clasificaban automáticamente.
Se decidió que las eliminatorias se jugarían en dos grupos de dos equipos c/u, y el primero de cada grupo clasificaba al torneo; se decidió que se definirían en partidos de ida y vuelta. El primer grupo estuvo conformado por Chile y Colombia, en el partido de ida Chile derrotó por 5 a 2 a Colombia en Santiago, mientras que en el partido de vuelta jugado en Bogotá terminarían 0 a 0, con lo cual Chile clasificaba. El segundo grupo estaba formado por Ecuador y Paraguay, en el partido de ida jugado en Guayaquil empatarían 2 a 2, mientras que en el partido de vuelta jugado en Asunción, Paraguay derrotaría a Ecuador por 3 a 1, con lo cual se clasificaba.
Esta fase clasificatoria fue organizada por la Conmebol , y se realizó un año antes del torneo.

### 2016
La Copa América 2016 fue la segunda edición de la  en la que se jugaron nuevamente las eliminatorias, debido a que a los diez participantes afiliados a la Conmebol se sumarían seis de la Concacaf, dos de las cuales estaban clasificadas automáticamente: Estados Unidos por ser la selección anfitriona y México por ser la selección invitada permanentemente al torneo. De las cuatro selecciones restantes, se decidió que la selección campeona de la Copa Centroamericana 2014, y que la selección campeona de la Copa del Caribe 2014, también clasificarían automáticamente a la Copa América 2016; al final Costa Rica y Jamaica clasificarían al torneo. Tras la clasificación de Costa Rica (campeón de la Copa Centroamericana 2014) y Jamaica (campeón de la Copa del Caribe 2014); con esto ya había cuatro selecciones clasificadas al torneo, y las dos últimas plazas disponibles se la jugarían entre las cuatro mejores selecciones de la Copa de Oro 2015 (excluyendo a las cuatro selecciones ya clasificadas) en la que se enfrentarían el primero contra el cuarto, y el segundo contra el tercero en un único partido, las clasificatorias se jugarían en el país que terminara en la mejor posición de los cuatro. Las cuatro selecciones que disputarían el repechaje tras la finalización de la Copa de Oro 2015 fueron Cuba, Haití, Panamá y Trinidad y Tobago.
La posición de las cuatro selecciones fue la siguiente:
1. Panamá.
2. Trinidad y Tobago.
3. Haití.
4. Cuba.

Debido a que Panamá terminó en el primer lugar, se ganó el derecho de organizar las clasificatorias. En el primer partido se enfrentaron Trinidad y Tobago contra Haití, el cual terminaría con victoria haitiana por 1 a 0; y en el segundo partido, se enfrentaron Panamá y Cuba, el cual terminaría con victoria panameña por 4 a 0. Tras estos resultados, los ganadores Haití y Panamá clasificaron a la Copa América 2016 e hicieron su debut en él.
Esta fase clasificatoria fue organizada por la CONMEBOL y la CONCACAF, y se realizó el mismo año del torneo (2016).

### 2024
La Copa América 2024 fue la tercera edición de la Copa América en la que se jugaron nuevamente las eliminatorias, debido a que el torneo se jugó con dieciséis equipos (diez de la CONMEBOL y seis de la CONCACAF).
Se había decidido que el torneo se realice en Estados Unidos y que se jugue con dieciséis equipos. Se decidió que las diez selecciones afiliadas a la CONMEBOL (Argentina, Bolivia, Brasil, Chile, Colombia, Ecuador, Paraguay, Perú, Uruguay y Venezuela) y seis selecciones afiliadas a la CONCACAF participen en el torneo.
Si bien el torneo se realizó en Estados Unidos, la selección de fútbol de Estados Unidos tuvo que jugar el proceso clasificatorio para poder participar y para poder ser la selección anfitriona. La forma de clasificar a este torneo consistió en que las seis mejores selecciones de la CONCACAF clasificarían mediante la Liga de Naciones 2023-2024, a través de los ganadores de la fase de cuartos de final (semifinalistas) de la Liga A de las Naciones 2023-2024, y el repechaje lo jugarán los perdedores de los cuartos de final de la Liga A de las Naciones 2023-2024.
Las selecciones que clasificaron a los cuartos de final de la Liga A de las Naciones 2023-2024 fueron Canadá, Costa Rica, Estados Unidos, Honduras, Jamaica, México, Panamá y Trinidad y Tobago. Los cruces de los cuartos de final de la Liga A de las Naciones 2023-2024 se jugaron a partidos de ida y vuelta y se definieron por diferencia de goles en donde aplicó la regla del gol de visitante (el gol de visitante valía doble) en el caso de que ambos equipos terminasen igualados en el global, y en el caso de que el gol de visitante no alterase para nada el resultado global se jugaría el tiempo suplementario, y si al finalizar el tiempo suplementario ambas selecciones terminasen igualadas en el global la llave se definiría mediante a ronda de penales.
El primer clasificado a la Copa América 2024 fue Estados Unidos luego de eliminar a Trinidad y Tobago de la semifinal de la Liga A de las Naciones 2023-2024. En el partido de ida jugado en Estados Unidos, Estados Unidos le ganó por 3 a 0 a Trinidad y Tobago; y en el partido de vuelta jugado en Trinidad y Tobago, Trinidad y Tobago le ganó por 2 a 1 a Estados Unidos; y en el resultado global, Estados Unidos le ganó por 4 a 2 a Trinidad y Tobago.
El segundo clasificado a la Copa América 2024 fue Panamá luego de eliminar a Costa Rica de la semifinal de la Liga A de las Naciones 2023-2024. En el partido de ida jugado en Costa Rica, Panamá le ganó por 3 a 0 a Costa Rica; y en el partido de vuelta jugado en Costa Rica, Panamá le ganó por 3 a 1 a Costa Rica; y en el resultado global, Panamá le ganó por 6 a 1 a Costa Rica.
El tercer clasificado a la Copa América 2024 fue Jamaica luego de eliminar a Canadá de la semifinal de la Liga A de las Naciones 2023-2024. En el partido de ida jugado en Jamaica, Canadá le ganó por 2 a 1 Jamaica; y en el partido de vuelta jugado en Canadá, Jamaica le ganó por 3 a 2 a Canadá; si bien ambas selecciones estaban igualadas 4 a 4 en global, Jamaica clasificó debido a que anotó más goles de visitante (se usó la regla del gol de visitante en la que el gol de visitante valía doble).
El cuarto clasificado a la Copa América 2024 fue México luego de eliminar a Honduras de la semifinal de la Liga A de las Naciones 2023-2024. En el partido de ida jugado en Honduras, Honduras le ganó por 2 a 0 a México; y en el partido de vuelta jugado en México, México le ganó por 2 a 0 a Honduras; y debido a que ambas selecciones estaban igualadas en el global, se tuvo que jugar el tiempo suplementario, pero el resultado se mantuvo igual, y al final la llave se tuvo que definir mediante la ronda de los penales en donde México le ganó por 4 a 2 a Honduras.
Los dos clasificados restantes salieron de los enfrentamientos entre los perdedores de los cuartos de final (Canadá, Costa Rica, Honduras y Trinidad y Tobago. Los 4 equipos que jugaron las clasificatorias fueron ordenados de acuerdo a su posición final en el ranking FIFA (curiosamente también en orden alfabético):
1. Canadá (48.º).
2. Costa Rica (52.º).
3. Honduras (76.º).
4. Trinidad y Tobago (96.º).

Debido a que Estados Unidos es el país que organizó la Copa América 2024; los partidos del repechaje se jugaron en ese país, en donde se enfrentaron a partido único el primero contra el cuarto, y el segundo contra el tercero también a partido único. El primer partido fue Canadá contra Trinidad y Tobago, el cual terminó con triunfo canadiense por 2 a 0; y el segundo partido fue Costa Rica contra Honduras, el cual terminó con triunfo costarricense por 3 a 1. Los ganadores Canadá y Costa Rica clasificaron a la Copa América 2024 en donde el primero hará su debut en el torneo y el segundo participará por sexta vez en el torneo.
Esta fase clasificatoria fue organizada por la CONCACAF, y se realizó el mismo año del torneo (2024).

## Clasificados
| Edición                                     | Clasificados                                               | Detalles |
| ------------------------------------------- | ---------------------------------------------------------- | --- |
| Uruguay 1967 6 clasificados Detalles        | Uruguay Venezuela Argentina Bolivia Chile * Paraguay *     | Organizador. Debutante. Clasificado automáticamente. Primero del Grupo 1. Primero del Grupo 2. |
| Estados Unidos 2016 6 clasificados Detalles | Estados Unidos México Costa Rica Jamaica Haití * Panamá *  | Organizador. Invitado. Campeón de la Copa Centroamericana 2014. Campeón de la Copa del Caribe 2014. Primero del Grupo A. Primero del Grupo B. |
| Estados Unidos 2024 6 clasificados Detalles | Estados Unidos Panamá Jamaica México Canadá * Costa Rica * | Semifinalista de la Liga A de las Naciones 2023-2024. Semifinalista de la Liga A de las Naciones 2023-2024. Semifinalista de la Liga A de las Naciones 2023-2024. Semifinalista de la Liga A de las Naciones 2023-2024. Primero del Grupo A (ganador del Cupo CONCACAF 5). Primero del Grupo B (ganador del Cupo CONCACAF 6). |

* Selecciones que jugaron las eliminatorias.

## Goleadores

### Uruguay 1967
| Jugador              | Selección | Goles |
| Washington Muñoz     | Ecuador   | 2     |
| Celino Mora          | Paraguay  | 2     |
| Pedro Araya          | Chile     | 1     |
| Carlos Campos        | Chile     | 1     |
| Ignacio Prieto       | Chile     | 1     |
| Manuel Saavedra      | Chile     | 1     |
| Delio Gamboa         | Colombia  | 1     |
| Alfonso Cañón        | Colombia  | 1     |
| Polo Carrera         | Ecuador   | 1     |
| Benigno Apodaca      | Paraguay  | 1     |
| Juan Carlos Rojas    | Paraguay  | 1     |
| Arístides del Puerto | Paraguay  | 1     |

### Estados Unidos 2016
| Jugador         | Selección | Goles |
| Kervens Belfort | Haití     | 1     |
| Gabriel Gómez   | Panamá    | 1     |
| Luis Tejada     | Panamá    | 1     |
| Armando Cooper  | Panamá    | 1     |
| Blas Pérez      | Panamá    | 1     |

### Estados Unidos 2024
| Jugador           | Selección  | Goles |
| Cyle Larin        | Canadá     | 1     |
| Jacob Shaffelburg | Canadá     | 1     |
| Michaell Chirinos | Honduras   | 1     |
| Orlando Galo      | Costa Rica | 1     |
| Warren Madrigal   | Costa Rica | 1     |
| Jefferson Brenes  | Costa Rica | 1     |